# Казаченков, Авель Николаевич
Авель Николаевич Казаченков (род. 21 апреля 1950, Москва) — советский самбист и дзюдоист, призёр чемпионата СССР по самбо, чемпион и призёр чемпионатов СССР по дзюдо, чемпион Европы по дзюдо, мастер спорта СССР международного класса по дзюдо, Заслуженный тренер СССР по дзюдо.

## Биография
Выпускник факультет физвоспитания МОПИ. В 1977 году перешёл на тренерскую работу. В 1989 году начал работать в сборной СССР. Был тренером мужской сборной Объединённой команды на летних Олимпийских играх 1992 года в Барселоне. Тренер сборной России на летних Олимпийских играх 1996 года в Атланте. Старший тренер мужской сборной России на летних Олимпийских играх 2004 года в Афинах.

## Спортивные достижения
- Чемпионат СССР по самбо 1971 года — ;
- Чемпионат СССР по дзюдо 1973 года — ;
- Чемпионат СССР по дзюдо 1974 года — ;
- Чемпионат СССР по дзюдо 1976 года — ;
- Чемпионат СССР по дзюдо 1977 года — ;

## Награды
- Орден Александра Невского (12 октября 2022) — за вклад в развитие физической культуры и популяризацию отечественного спорта[1]
- Орден Почёта (14 апреля 1998) — за заслуги в развитии физической культуры и спорта, большой вклад в подготовку спортсменов[2]